# Chery Omoda 5
La Chery Omoda 5 est un crossover compact du constructeur automobile chinois Chery produit depuis 2021. Le Chery Omoda 5 est dévoilé lors du salon de l'automobile de Guangzhou 2021. Omoda est le nom de la nouvelle gamme mondiale des produits Chery après la gamme Tiggo. Selon Chery, la lettre "O" d’Omoda veut dire "tout neuf" tandis que "Moda" signifie une tendance de la mode.

## Présentation

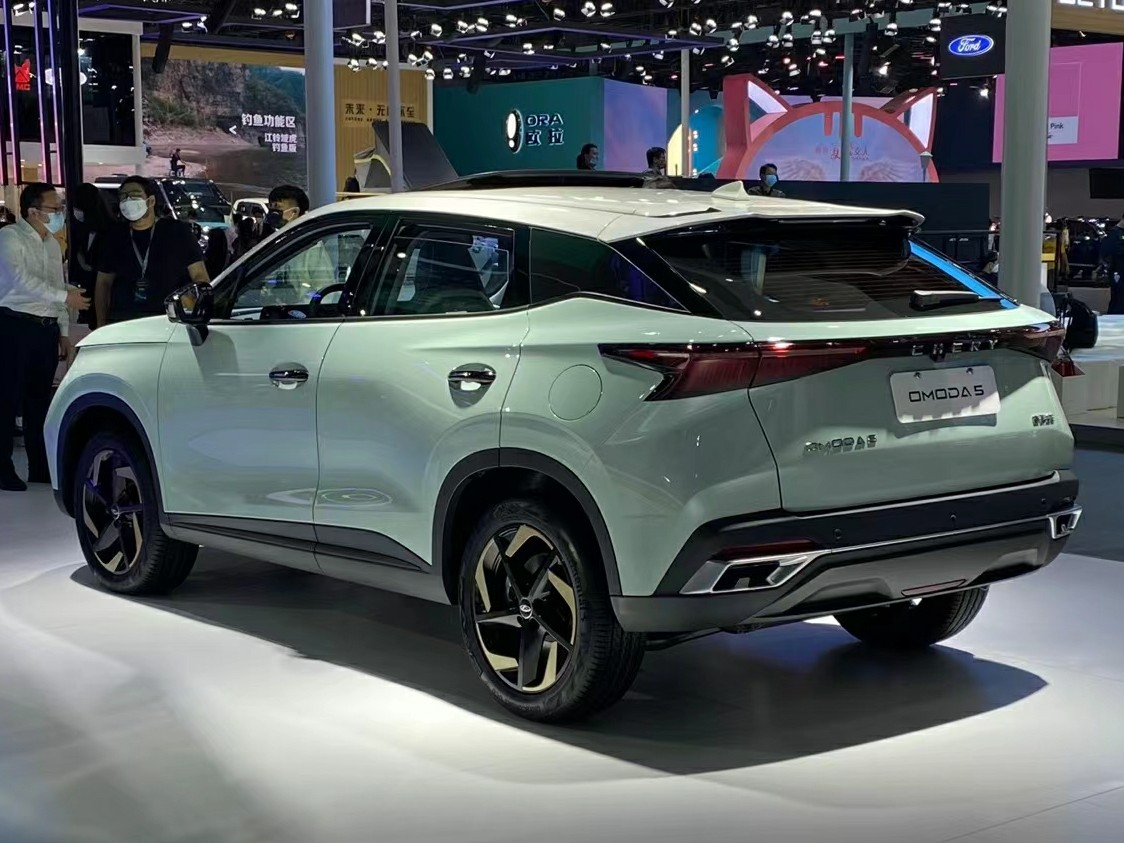
Chery Omoda 5, arrière

Connu sous le nom de code X-C avant son lancement, l’Omoda 5 est le premier modèle crossover des produits Chery 4.0 qui présente le nouveau langage de style "Art in Motion" de Chery à être lancé, et il a été lancé au deuxième trimestre 2022.
L’intérieur de l’Omoda 5 est équipé de deux écrans numériques haute définition de 10,25 pouces intégrés et incurvés qui offrent un contrôle intuitif des paramètres de conduite, de climatisation et de divertissement.

## Caractéristiques techniques

### Motorisations
L’Omoda 5 est lancé avec un moteur Kunpeng Power ACTECO TGDI turbocompressé de 1,6 litre, 197 ch et 290 Nm couplé à une transmission à double embrayage à 7 rapports. Une version propulsée par un moteur atmosphérique de 1,5 litre et une version propulsée par un moteur turbocompressé de 1,5 litre et un moteur hybride léger de 48 V ont été ajoutées plus tard,.

## International
L’Omoda 5 a été lancé sur le marché chinois en 2022 et la production a commencé en février 2022, avec des plans de lancement en Russie, en Europe, en Australie, en Nouvelle-Zélande, en Malaisie, en Birmanie, au Vietnam, en Ukraine, en Thaïlande, en Indonésie, en Afrique du Sud, au Brésil et même au Costa Rica,.